# Barret Kropf
Pour les articles homonymes, voir Kropf.
Barret Kropf est un homme politique provincial canadien de la Saskatchewan. Il représente la circonscription de Dakota-Arm River à titre de député du Parti saskatchewanais depuis 2024.